# R-Motorsport
A R-Motorsport é uma equipe suíça de automobilismo que está sediada no cantão de São Galo. A equipe tinha um contrato com a fabricante britânica de carros esportivos Aston Martin, com a R-Motorsport administrando quatro Aston Martin Vantage na temporada de 2019 do Deutsche Tourenwagen Masters (DTM) em nome da Aston Martin. O chefe da equipe é Florian Kamelger.